# آيت وتفاو تركة (توندوت)
آيت وتفاو تركة هي إحدى مشيخات المملكة المغربية، تتبع جغرافيا لإقليم ورززات وإداريًا لتوندوت. يقدر عدد سكانها بـ 4885 نسمة حسب الإحصاء الرسمي للسكان والسكنى لسنة 2004م.